# 神林正教
神林 正教（かんばやし まさのり、1911年1月13日 - 1996年7月22日）は、日本の経営者。長野県埴科郡松代町（長野市）出身。

## 経歴
旧制屋代中学（長野県屋代高等学校）を経て、1935年に東京商科大学を卒業し、同年に日綿実業に入社。
1961年6月に取締役に就任し、常務などを経て、1966年に社長に就任した。1977年に会長に就任し、1983年から相談役に就任した。
日本繊維製品輸出組合理事長、日本繊維製品貿易協会理事長、大阪貿易協会会長などを歴任した。
1969年に産業功労賞を受賞し、1970年に藍綬褒章を受章し、1981年に勲二等瑞宝章を受章した。
1996年7月22日脳梗塞のために死去。85歳没。